# GAC Trumpchi GA 4

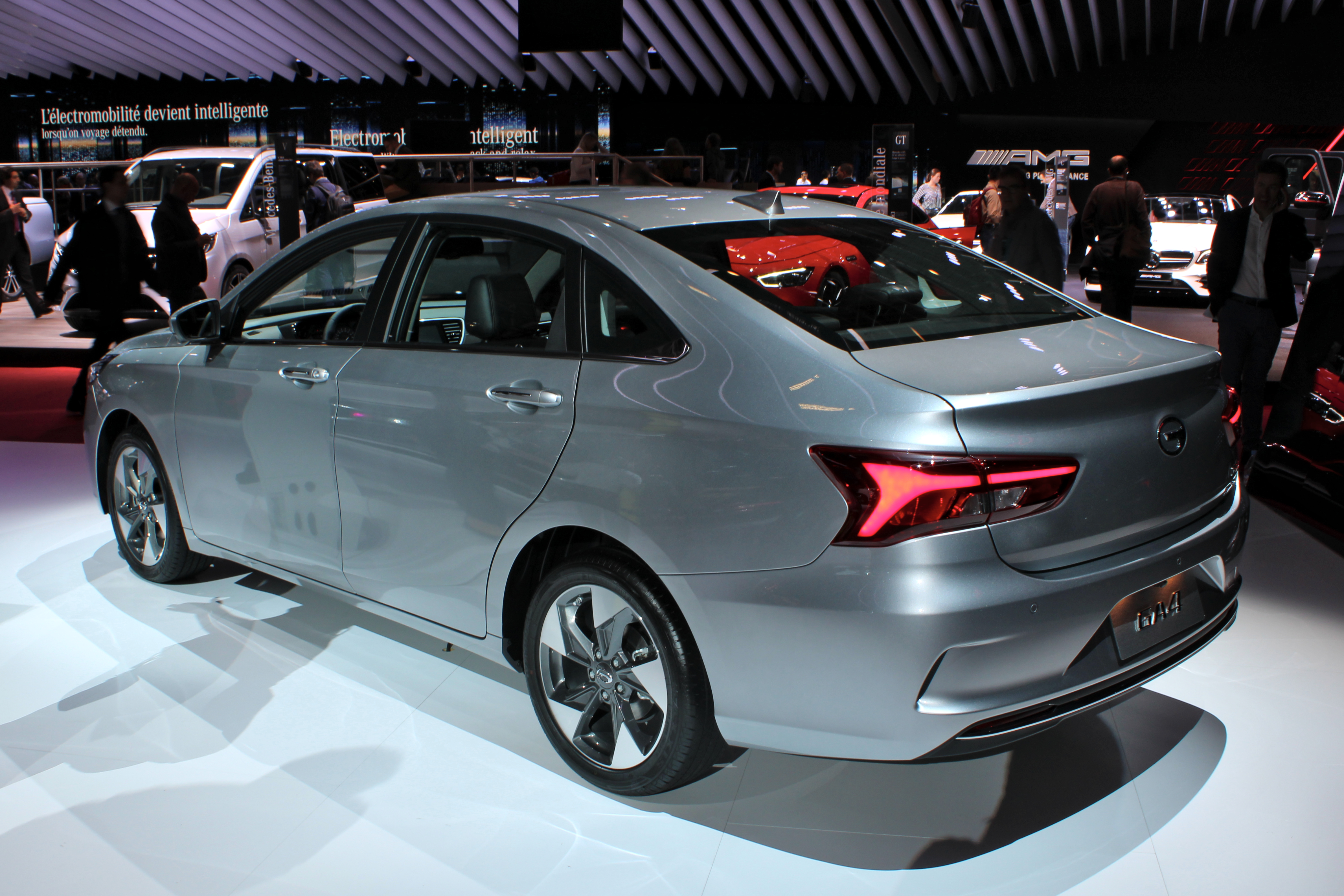
Heckansicht

Der GAC Trumpchi GA 4 ist eine Stufenheck-Limousine der Submarke GAC Trumpchi der chinesischen Guangzhou Automobile Group.

## Geschichte
Die offizielle Weltpremiere der Baureihe erfolgte nicht in China, sondern auf der NAIAS in Detroit im Januar 2018. Auch auf dem Pariser Autosalon im Oktober 2018 wurde die Limousine ausgestellt. Dennoch wurde der Trumpchi GA 4 ab Januar 2018 nur auf dem chinesischen Heimatmarkt vertrieben. Eine überarbeitete Version der Baureihe folgte im März 2021. Fortan wurde das Fahrzeug als GAC Trumpchi GA 4 Plus vermarktet.
Als Konkurrenzmodelle des Fahrzeugs werden unter anderem der Changan Eado und der Geely Emgrand EC7 genannt.

## Technik
Zum Marktstart stand für die Limousine ein 1,5-Liter-Ottomotor mit 84 kW (114 PS) oder ein aufgeladener 1,3-Liter-Ottomotor mit 101 kW (137 PS) zur Auswahl. Serienmäßig war ein 5-Gang-Schaltgetriebe verfügbar, gegen Aufpreis wurde ein Automatikgetriebe angeboten. Mit dem Facelift 2021 löste ein aufgeladener 1,5-Liter-Ottomotor mit drei Zylindern und 120 kW (163 PS) die beiden anderen Motorisierungen ab. Es waren ein 6-Gang-Schaltgetriebe oder ein 7-Stufen-Doppelkupplungsgetriebe erhältlich.
| Kenngrößen                                  | 150N                         | 200T                         | 235T                               |
| Bauzeitraum                                 | 01/2018–03/2021              | 01/2018–03/2021              | 03/2021–09/2022                    |
| Motorkenndaten                              |                              |                              |                                    |
| Motortyp                                    | R4-Ottomotor                 | R4-Ottomotor                 | R3-Ottomotor                       |
| Motoraufladung                              | —                            | Turbolader                   | Turbolader                         |
| Hubraum                                     | 1495 cm³                     | 1325 cm³                     | 1493 cm³                           |
| max. Leistung                               | 84 kW (114 PS) bei 6000/min  | 101 kW (137 PS) bei 5500/min | 120 kW (163 PS) bei 5500/min       |
| max. Drehmoment                             | 150 Nm bei 4500/min          | 202 Nm bei 1500–4200/min     | 235 Nm bei 1500–4000/min           |
| Kraftübertragung                            |                              |                              |                                    |
| Antrieb                                     | Vorderradantrieb             | Vorderradantrieb             | Vorderradantrieb                   |
| Getriebe, serienmäßig                       | 5-Gang-Schaltgetriebe        | 5-Gang-Schaltgetriebe        | 6-Gang-Schaltgetriebe              |
| Getriebe, optional                          | [4-Stufen-Automatikgetriebe] | [6-Stufen-Automatikgetriebe] | [7-Stufen-Doppelkupplungsgetriebe] |
| Messwerte                                   |                              |                              |                                    |
| Höchstgeschwindigkeit                       | k. A. [k. A.]                | k. A. [k. A.]                | 195 km/h [195 km/h]                |
| Beschleunigung, 0–100 km/h                  | k. A. [k. A.]                | k. A. [10,6 s]               | k. A. [9,2 s]                      |
| Kraftstoffverbrauch auf 100 km (kombiniert) | 6,5 l Super [6,6 l Super]    | 6,9 l Super [7,0 l Super]    | 5,6 l Super [5,3 l Super]          |
| Tankinhalt                                  | 50 l                         | 50 l                         | 46 l                               |
| Abgasnorm                                   | China V                      | China V                      | China VI                           |